# Fronteira Afeganistão–Tajiquistão
A fronteira entre Afeganistão e Tajiquistão é a linha que limita os territórios do Afeganistão e do Tajiquistão. 

## Características
De oeste para leste, esta fronteira inicia-se na tríplice fronteira de ambos os países com o Uzbequistão, situado a nordeste da cidade de Mazar-e Sharif. De seguida percorre o rio Panj, afluente do Amu Dária, e termina no ponto equivalente com a República Popular da China, no extremo oriental do Corredor de Wakhan. A maior parte do traçado irregular é montanhoso, atingindo grandes altitudes pois situa-se nas cordilheiras de Pamir e Indocuche. 

## História
A área de fronteira foi extremamente volátil na década de 1990 devido à Guerra Civil do Tajiquistão e à Guerra Civil Afegã. A segurança melhorou desde o fim da guerra tadjique e a queda do regime talibã em 2001; no entanto, a longa e porosa fronteira continua mal policiada e é uma importante rota de contrabando de drogas. Também houve uma série de incidentes relacionados à contínua insurgência talibã no Afeganistão. Anteriormente, a Rússia ajudava no policiamento até 2005,  e houve relatos recentes de que a China agora pode estar ajudando no policiamento de fronteiras.  Vários novos cruzamentos de fronteira e pontes foram construídos nos últimos anos em um esforço para impulsionar o comércio e as ligações de transporte, parcialmente financiados por governos estrangeiros e pela Aga Khan Development Network. 